# Dactylocalyx crispus
Dactylocalyx crispus är en svampdjursart som beskrevs av Schmidt 1870. Dactylocalyx crispus ingår i släktet Dactylocalyx och familjen Dactylocalycidae. Inga underarter finns listade i Catalogue of Life.